# Sant Joan de Martorell
Sant Joan de Martorell és una obra del municipi de Martorell (Baix Llobregat) inclosa en l'Inventari del Patrimoni Arquitectònic de Catalunya.

## Descripció
Es tracta d'una capella rectangular d'una sola nau. En l'estat actual té quatre trams i fa 19 m de llargada (l'interior). Això no obstant, el tram de migdia, orientada de nord a sud, fent de vestíbul, s'aparta de la regularitat i mides dels altres trams, els quals són separats per arcs torals, el primer rodó i el segon lleugerament apuntat. El darrer, corresponent a l'últim tram, ja és apuntat. La volta de la nau és de canó. Al mur de ponent del darrer tram s'observa una gran arcada gòtica -restant tapiada- ben apuntada, que ens fa deduir que devia formar part de la sala de l'hospital, la qual era situada ran de la capella, però transversalment respecte a aquesta. Abans, encara es podien veure, arrenglades amb el carrer, dues belles arcades de mig punt, de pedra, a l'altra banda de la casa mitgera que hi ha al costat de la capella. La paret de ponent d'aquesta casa, tenia una arcada gòtica tapiada als seus baixos, similar a la paret oest de la capella i parellada aquesta. Això permet d'inferir que la sala de l'hospital, amb arcades de diafragma, devia tenir almenys 4 trams. Abans del seu enderroc es van enumerar els carreus que conformaven susdites arcades.
De l'antic hospital es conservaven dos arcs gòtics a la façana. A l'interior tenia diverses estructures construïdes amb gres roig.

## Història
L'hospital de Martorell va ser fundat per Guilleuma de Castellvell el 1205. La seva capella de St. Joan és citada per primer cop el 1313, bé que devia existir de molt abans. El 1414 es diu que és situada al Raval de la vila i el 1715 que està enrunada per la guerra. Les reformes que s'observen a la capella -d'incorporació com a mena de vestíbul d'un dels trams de la sala de l'Hospital-, la construcció d'un portal amb llinda i rebranques, són posteriors a aquesta darrera data i possiblement del segle xviii. El coronament de la façana, amb l'òcul pseudogòtic és encara posterior, de la fi del segle xix.
L'hospital va ser enderrocat l'any 1987.